# John Brinckman

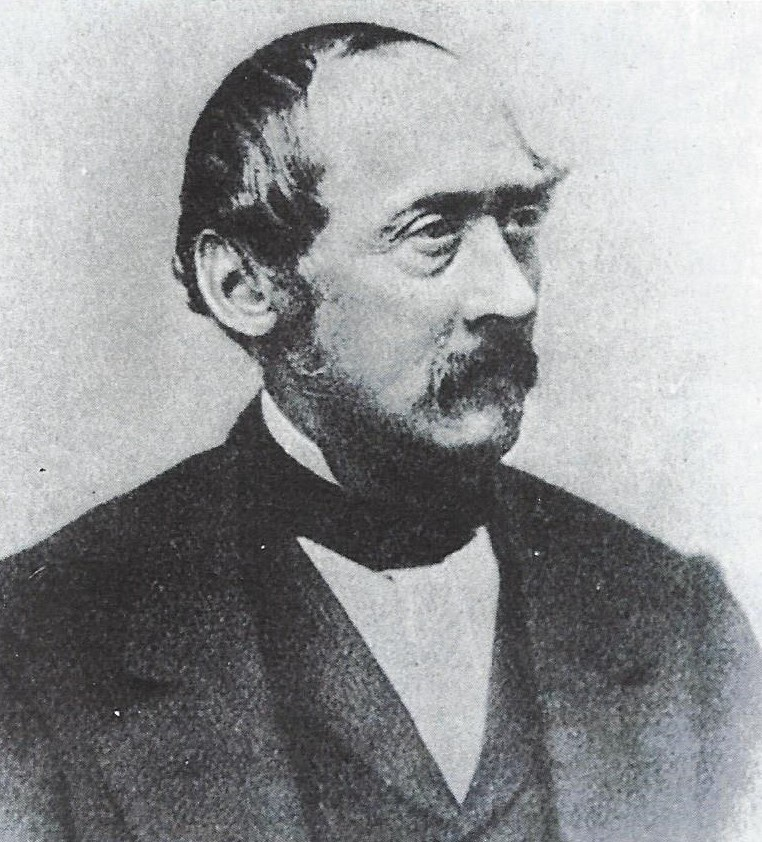
John Brinckman

John Brinckman (* 3. Juli 1814 in Rostock; † 20. September 1870 in Güstrow) war ein Haus- und Realschullehrer sowie niederdeutscher Schriftsteller.

## Leben
John (ausgesprochen [joːn]) Brinckman – getauft als John Frederic Brinckmann – wurde als jüngerer Sohn des Kaufmanns Michael Brinckmann und dessen Frau Anna Catharina geb. Ruthen in Rostock geboren, wo sich die Familie erst kurz zuvor niedergelassen hatte, und am 8. Juli 1814 in der Rostocker Marienkirche getauft. Sein Vater, der Kaufmann und Kapitän (Caspar Christoph) Mich(a)el Brinckmann (* 1786), versank 1824 mit Schiff und Mannschaft vor Jütland. Seine Mutter Anna (1794–1870), Tochter des Hafenkommandanten Ruth in Göteborg, erzog neun Kinder in wirtschaftlich bescheidenen, aber gesicherten Verhältnissen.
Johns schulische Ausbildung begann in einer Klippschule bei Tante Treppern, die noch 1836 mit 84 Jahren tätig war. Dann besuchte er die gelehrte Vorschule der Predigeramtskandidaten Johnßen und Reuß und wurde 1824 Schüler der Großen Stadtschule Rostock. Ostern 1834 bestand Brinckman die Abgangsprüfung dieses Gymnasiums.
Der neunzehnjährige John studierte von Ostern 1834 bis 1838 an der Rostocker Universität Jura. Während seines Studiums wurde er 1834 Mitglied der Alten Rostocker Burschenschaft und der burschenschaftlichen Allgemeinheit. Er war seit 1835 Mitglied des Corps Vandalia Rostock. Er wurde wegen „versuchter Stiftung eines verbotenen politischen Vereins auf der Universität Rostock“ (Verbindung zu antimonarchistischen Burschenschaften) zu drei Monaten Gefängnis verurteilt. Er bat um landesherrliche Begnadigung durch Großherzog Paul Friedrich, der diese am 25. Januar 1839 gewährte. Sein Studium beendete er aber nicht mehr.
Brinckmans Entschluss, nach Amerika zu gehen, bleibt widersprüchlich. Fakt ist, dass er im September 1839 von Rostock über Hamburg zu einer Schiffsreise nach New York aufbrach. Vom November 1839 bis April 1842 hielt er sich in Amerika auf. Nach einer überstandenen Gelbfieberinfektion ging er im April 1842 an Bord eines englischen Dampfers und kam nach einem Zwischenaufenthalt in England im Mai 1842 im Hamburger Hafen an.
Auf Anraten seines Arztes zog Brinckman noch im Mai 1842 zu seinem Studienfreund Gustav Lierow aufs Land, der im Dobbertiner Klosterdorf Lohmen Pastor war. Das Pfarrhaus war für Brinckman in dieser Zeit ein Ruhe- und Selbstfindungspunkt. Bei einem Besuch des Bruders seines Freundes, Ludwig Lierow, der im Dobbertiner Klosteramt als Amtsaktuar, als Amtsschreiber tätig war, lernte er am 18. Mai 1842 die damals einundzwanzigjährige, lebenslustige Goldberger Arzttochter Elise Burmeister (1821–1904) kennen, die im Hause des Amtsaktuars als Erzieherin wirkte. Beide Brüder Lierows halfen mit ihren Kontakten und Beziehungen des landesweit bekannten Klosters Dobbertin John Brinckman auch bei der Arbeitssuche.
Von Oktober 1842 bis September 1844 war er Hauslehrer bei Herrn von Schack auf Gut Rey bei Neukalen. Das dortige familiäre Klima und das Verhältnis zum Arbeitgeber stimmte nicht. Besonders die Frau des Kammerherrn in ihrer herrschsüchtigen, adelsstolzen, dünkelhaften Art machte ihm das Leben in Rey sehr schwer.

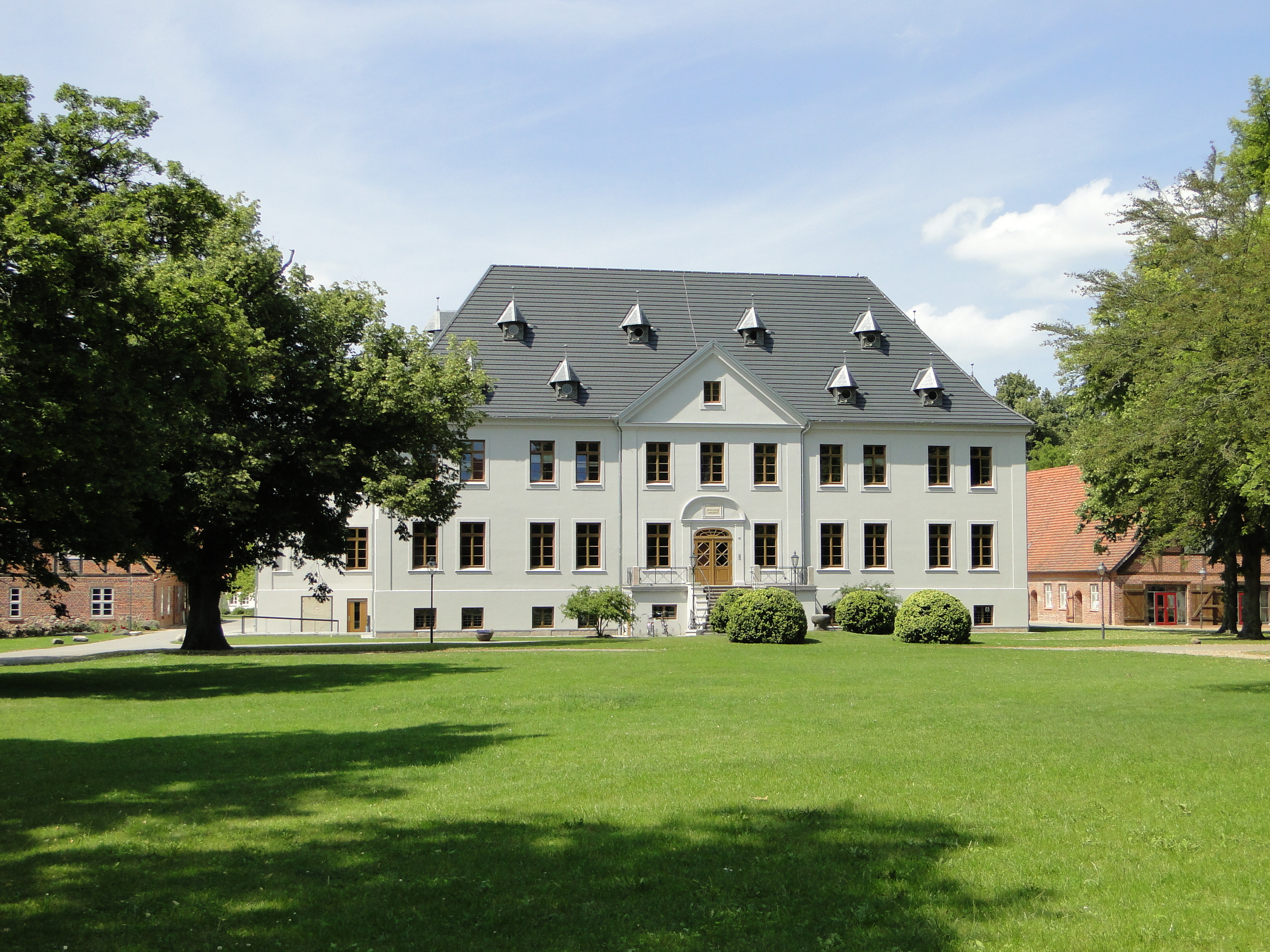
Klosterhauptmannshaus in Dobbertin (2011)

Nach dem Gespräch am 21. Oktober 1844 beim Klosterhauptmann Carl Peter Johann von Le Fort im Kloster Dobbertin konnte er dort schon am 2. November 1844 die Stelle als Hauslehrer im Klosteramt antreten. Drei Tage später bezog er sein Zimmer im Klosterhauptmannshaus und unterrichtete bis zum Dezember 1846 die drei Söhne David, Ludwig und Franz von Le Fort. Hier fand Brinckman Befriedigung in seiner Lehrertätigkeit und war in der Nähe seiner Elise, die mittlerweile wieder im vier Kilometer entfernten Goldberger Vaterhaus wohnte.

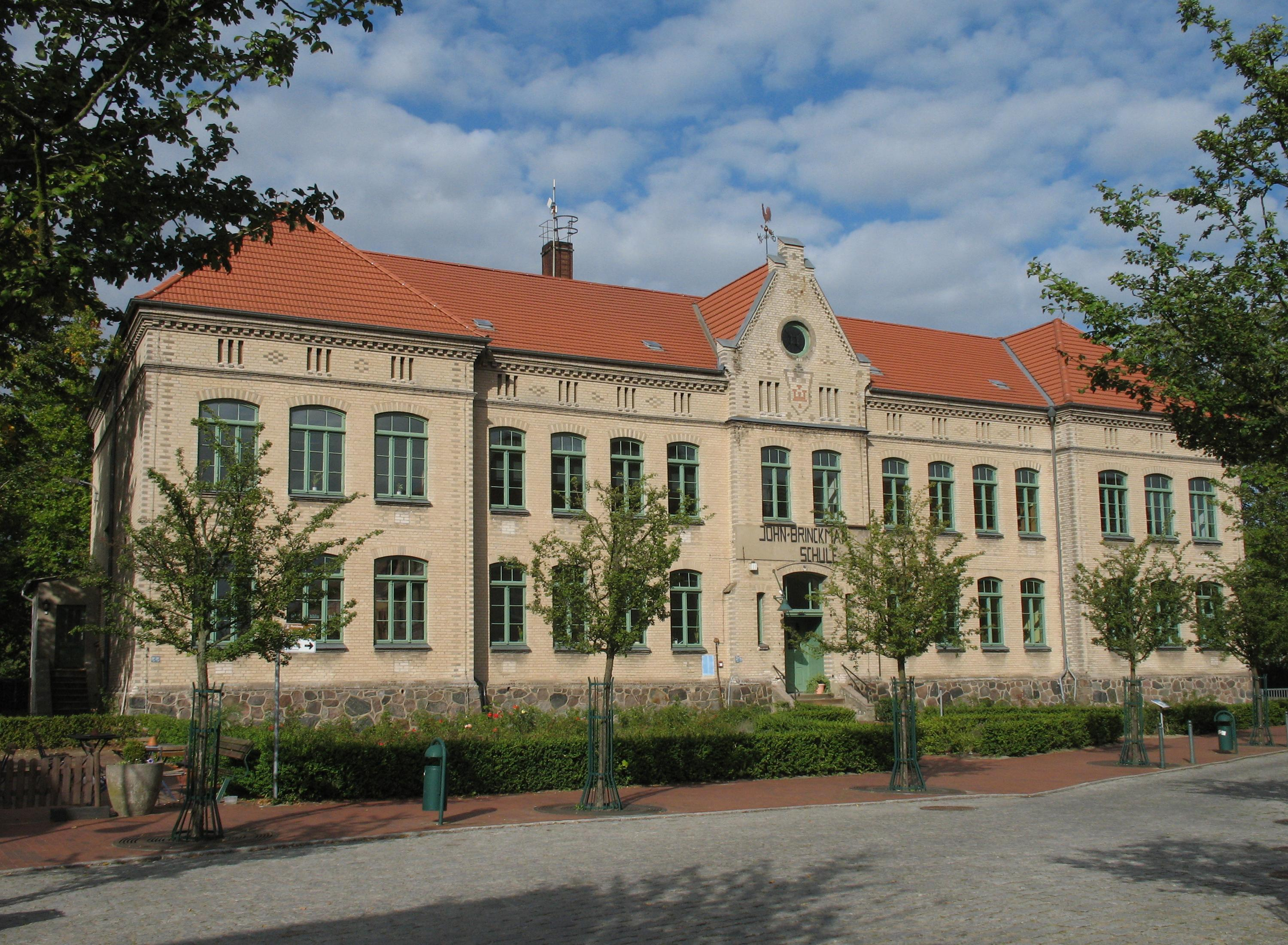
John Brinckman-Schule in Goldberg (2012)

Anfang Januar 1846 zog Brinckman nach Goldberg in die Lange Straße 116, die heutige Stadtbäckerei. Schräg gegenüber im Haus der Langen Straße 105 befand sich die Schroedersche Privatschule, die sich in Goldberg großer Beliebtheit erfreute. Am 3. April 1846 fand im Hause seines Schwiegervaters, des Arztes August Burmeister, die Hochzeit mit Elise Burmeister statt. Die Trauung in der Goldberger Kirche nahm Pastor Joachim Birkenstädt vor.
Als Mitglied des Goldberger Reformvereins und als Verfasser scharfer satirischer Gedichte gegen den konservativen Gutsbesitzeradel engagierte er sich in der Revolution in Mecklenburg (1848). Brinckman und Fritz Reuter nahmen am ersten mecklenburgischen Reformtag in Güstrow teil. Den offenen Auseinandersetzungen in Goldberg aus dem Wege gehend, bewarb er sich auf eine freiwerdende Stelle an der Bürger- und Realschule in Güstrow. Am 20. September 1849 wurde Brinckman nach einer gelungenen Probelektion als interimistischer Hilfslehrer eingestellt. Sein Jahresgehalt betrug 316 Taler und 32 Schillinge. Die Familie Brinckman zog um und nahm in Güstrow zunächst am Pferdemarkt Nr. 233, heute Nr. 32 eine Wohnung.
Oft musste er um Zulagen bitten; denn zur Familie gehörten nicht weniger als zehn Kinder. Brinckman lehrte Englisch, Französisch und Latein und gab Privatstunden in Spanisch. Als Abgeordneter des Bürgerausschusses setzte er sich 1856 bis 1862 für bessere Schulverhältnisse ein.
Seit 1854 veröffentlichte John Brinckman plattdeutsche Gedichte und Erzählungen, die ihn zunehmend bekannt machten. Der Erfolg seiner Werke stellte sich erst nach seinem Tode ein.
Mit 56 Jahren erlag Brinckman einem Schlaganfall. Seine Grabstätte befindet sich auf dem Güstrower Friedhof.

## Ehrungen
- 3. Juli 1908 Brunnen in Güstrow mit den Tierfiguren „Voß un Swinegel“ von Wilhelm Wandschneider gestiftet vom Sohn Konsul Max Brinckman in Hamburg
- 1914 Grabstein mit Bronzerelief auf dem Friedhof Güstrow von Wilhelm Wandschneider
- 5. Juli 1914 Gedenkstein mit Bronzerelief im Kurpark Warnemünde von Wilhelm Wandschneider
- 26. Juli 1914 Brinckman-Brunnen in Rostock von Paul Wallat (Relief im Sommer 2009 gestohlen)
- 1919 Im Osten der Stadt Rostock beginnt der Bau eines neuen Siedlungsgebietes, das seit 1921 den Namen Brinckmansdorf trägt. Zahlreiche Straßen dort werden nach seinen Werken und Gestalten aus ihnen benannt.
- 3. Juli 1934 Gedenktafel mit Bronzerelief am Rostocker Geburtshaus (heute im Kulturhistorischen Museum Rostock)
- 1948 Zwischenzeitlich nannte sich der Vorläuferverein des heutigen Güstrower SC 09 Sportgemeinschaft John Brinkmann ehe aus dieser 1950 die BSG Einheit Güstrow entstand
- 1955 wurde der John-Brinckman-Weg in Flensburg nach ihm benannt.[11]
- 10. Juli 1988 „Kasper-Ohm auf dem Voßwallach reitend“ von Jo Jastram
- 6. Februar 1990 Gründung der John Brinckman Gesellschaft e. V.[12]
- 7. Oktober 2000 Gedenkstein in Rostock-Brinckmansdorf
- 1. Januar 2010 Das vierte Corpshaus der Vandalen erhält den Namen „John Brinckman Haus“
- Gedenktafel am Wohnhaus in Güstrow, Hansenstraße 19
- Die Schule John Brinckman wurde nach ihm benannt.
- Mehrere weitere Schulen in Mecklenburg tragen seinen Namen, so auch die ehemalige Domschule Güstrow
- In Cuxhaven ist ihm der John-Brinckman-Weg gewidmet
- In Bad Doberan wurde die John-Brinckman-Straße nach ihm benannt.[13]
- 2014 Gedenkausstellung im Kulturhistorischen Museum Rostock
- 2014 (posthum) Ehrenbürgerschaft der Stadt Güstrow[14]

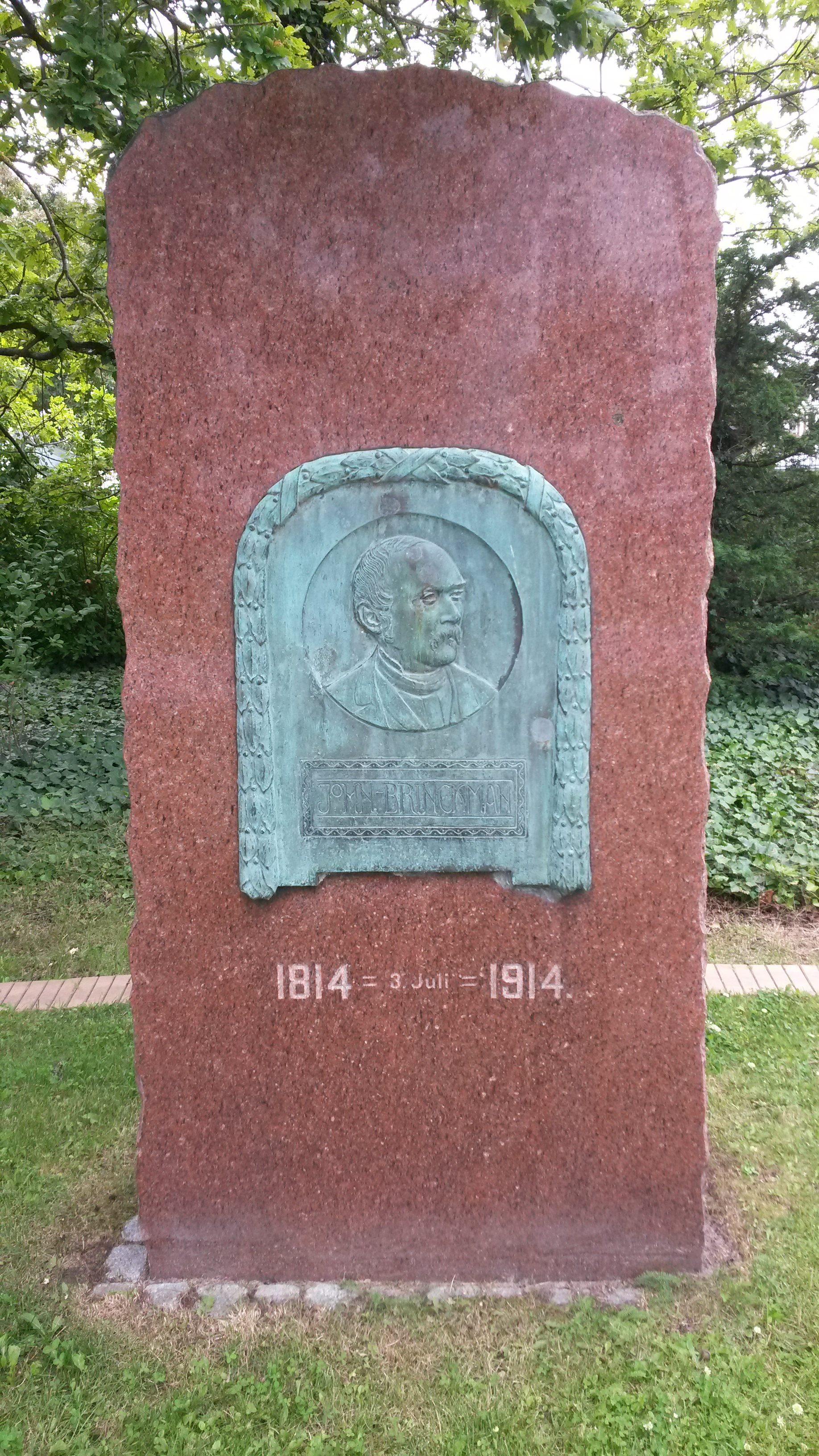
Warnemünde
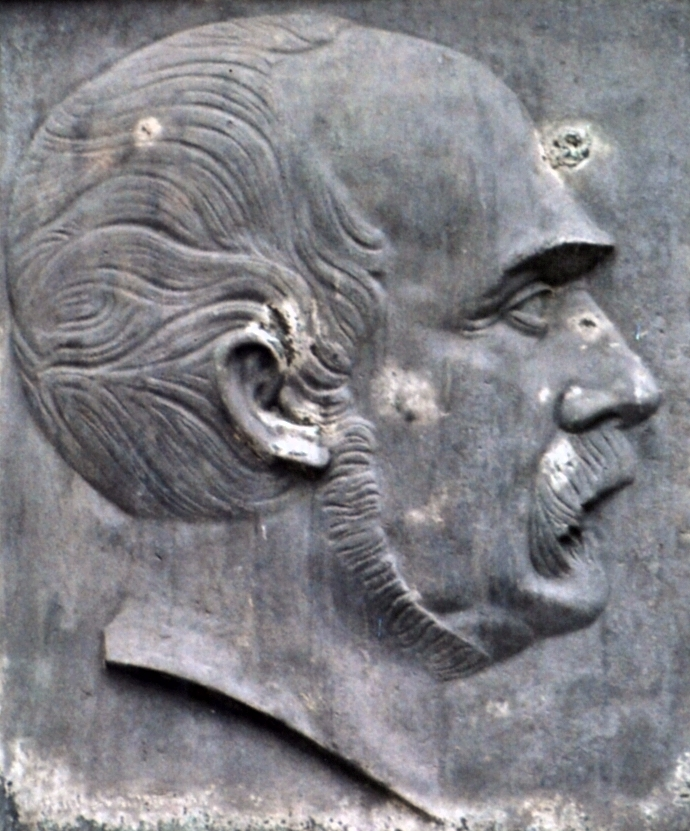
Brinckman-Brunnen Rostock (2009 gestohlen)
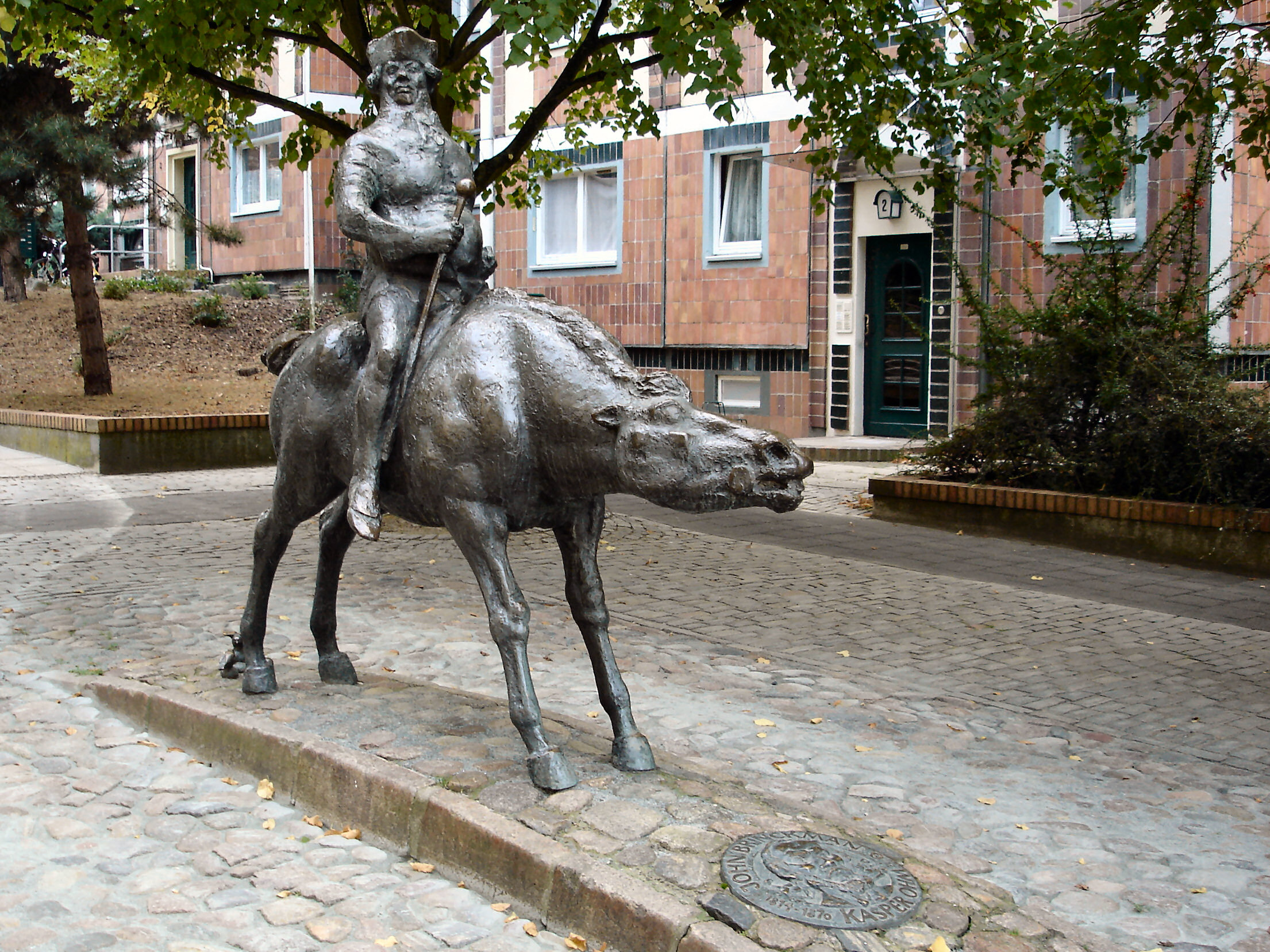
„Kasper Ohm up sin Ross“ in Rostock
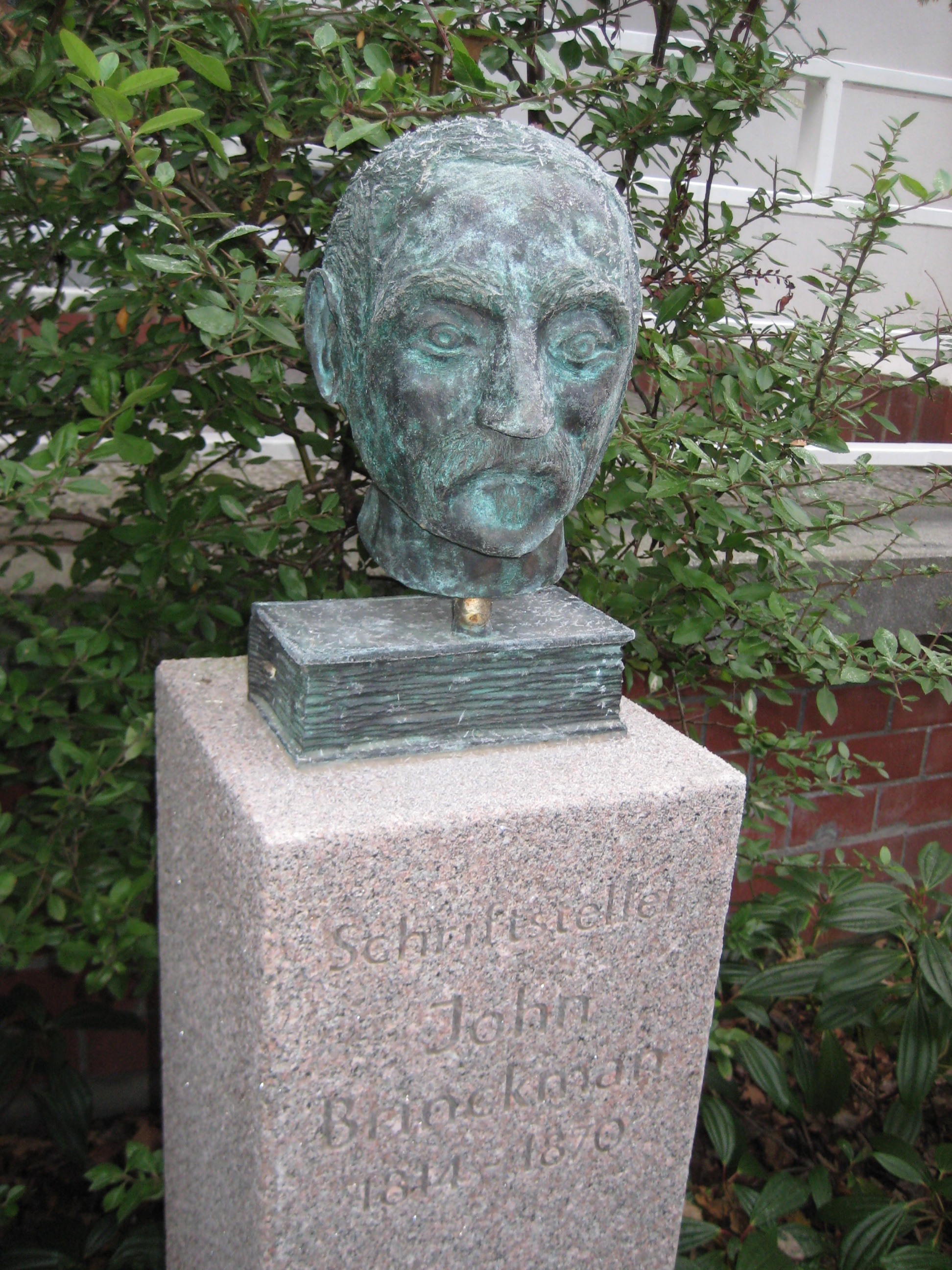
Boltenhagen
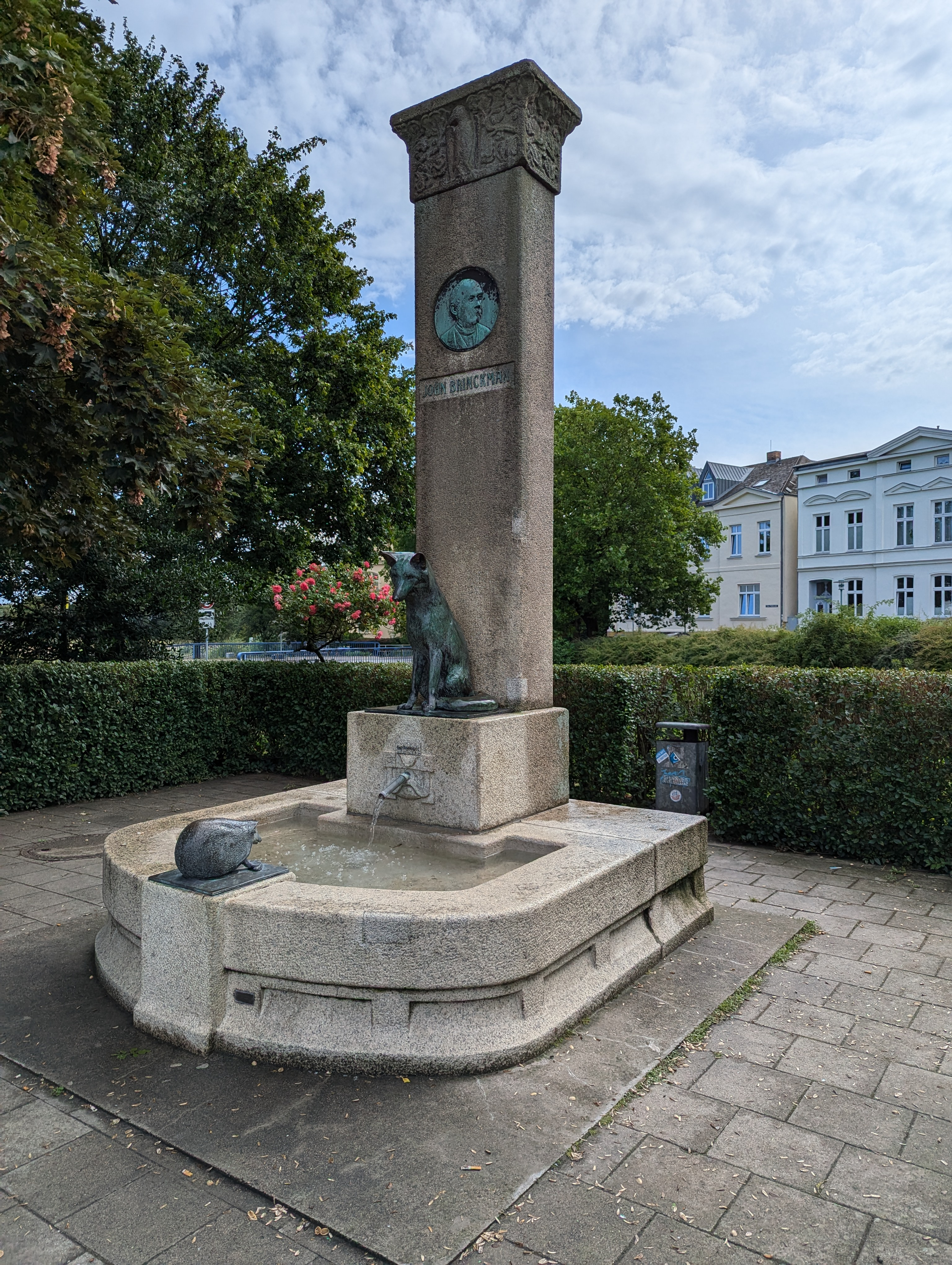
Denkmal John Brinckman; „Fuchs und Igel“ in Güstrow

## Werke
- Kasper Ohm un ick. (Rostocker Lausbubenstreiche, Erinnerungen an Brinckmans Kindheit 1855–1868) (Volltext 2. Aufl.).
- Vagel Grip. (Gedichtband 1859) (Volltext).
- Voß un Swinägel. (Fuchs und Igel; Erzählungen 1854)
- Peter Lurenz bi Abukir. (eine heitere Seefahrerstory 1868)
- Höger up. (die Geschichte eines armen Güstrower Bauernkindes, aus dem durch Glück und Geschick ein Ritter des Herzogs wird 1885)
- Mottche Spinkus un de Pelz. (eine spaßige Erzählung über Güstrower Juden 1886)
- Von Anno Toback…. (ein Rostocker Seefahrerroman)

Kurt Batt gab 1976 Brinckmans Werke in zwei Bänden im Hinstorff Verlag Rostock heraus.

## Briefe, Dokumente, Texte
Herausgegeben von Wolfgang Müns unter Mitarbeit von Jürgen Grambow (bis Bd. 2) bzw. Ulrich-Christian Pallach (ab Bd. 4). Erschienen 2002–2013 in der Reihe Dokumentation der „Schriften des Instituts für Niederdeutsche Sprache“ bei Schuster in Leer.
- Nr. 22 = Bd. 1 (2002): Der junge Brinckman (1834–1845), ISBN 3-7963-0355-2
- Nr. 26 = Bd. 2 (2004): Goldberg und Güstrow (1). (1846–1870), ISBN 3-7963-0365-X
- Nr. 28 = Bd. 3 (2007): Güstrow (2). Editions- und Rezeptionsgeschichtliches (1846–1870), ISBN 978-3-7963-0369-2
- Nr. 38 = Bd. 4 (2009): Shakespeare-Vorträge (Güstrow 1864, 1865, 1869), ISBN 978-3-7963-0371-5
- Nr. 42 = Bd. 5/I (2010): John Brinckman in New York (1839–1841). Das „New Yorker Album“; Begonnen in New York am 1. Mai 1842, beendet in Rey (Mecklenburg) am 24.10.1842 [Erstedition], ISBN 978-3-7963-0389-0
- Nr. 42/2 = Bd. 5/II (2013): John Brinckman in New York (1839–1842) als Übersetzer. Übersetzungen vom Deutschen ins Englische, englischsprachige Korrespondenz, Übersetzungen vom Englischen ins Deutsche, ISBN 978-3-7963-0391-3

## Porträts
- Zwei Fotografien, um 1860 (im Besitz des Museums der Stadt Güstrow)
- Maske John Brinckmans von Adolph Siegfried, um 1900, Gips getönt (im Besitz des Museums der Stadt Güstrow)
- Ölgemälde von Adolf Jöhnssen, ca. 1910 (im Besitz des Fritz-Reuter-Literaturmuseums Stavenhagen)
- Ölgemälde von Adolf Jöhnssen, ca. 1910 (im Besitz des Museums der Stadt Güstrow)
- Lithographie von Adolf Jöhnssen, 1913 (im Besitz des Museums der Stadt Güstrow)
- Öl auf Leinwand von F. Bognerky, Anfang 20. Jahrhundert (im Besitz des Museums der Stadt Güstrow)
- Gemälde von Bruno Hellmich, ca. 1967 (im Besitz des John-Brinckman-Gymnasiums Güstrow)
- Ölgemälde von Günter Horn, 1973 (im Besitz des Fritz-Reuter-Literaturmuseums Stavenhagen)
- Büste von Heinrich Bodenberger, 2004 (vor dem John-Brinckman-Hotel in Boltenhagen)

## Hörspiele
- 1952: Peter Lurenz bi Abukir – Regie: Hans Freundt, mit Otto Lüthje (Friedrich Block, Inhaber des Gasthauses „Zum blauen Turm“), Ludwig Meybert (Kanzlist Maackens), Walter Scherau (Hofkringelbäcker Seidenschnur), Hartwig Sievers (Rentier Peter Lurenz), Erna Schumacher (Isabella, seine Frau), Hans Mahler (Lord Horatio Nelson), Heinz Lanker (Leutnant zur See Knockhimdaun) u. a. (NWDR Hamburg)
- 1962: Kaspar Ohm un ick (8 Teile) – Regie und Sprecher: Bernb Wiegmann, mit Heinz Piper (Ool Andrees / Erzähler), Heinz Burmeister (Kasper Ohm), Almut Sandstede (Kasper-Möhme), Ivo Braak (Michel), Ruth Bunkenburg (Irrsche), Klaus Nowicki (Andrees), Henry Vahl (Hanning Düvel) u. a. (RB)
- 1963: Voß un Swinegel – Regie: Ivo Braak, mit Wilhelm Wieben (Jürn), Irmgard Schlegel (Sein Fro), Wilma Ströh (Meta, ehr Dochter), Dieter Ehlers (Kristoffer), Fritz Börner (Franz), Heinrich Schmidt-Barrien (Michel), Hans Jürgen Ott (Voß) u. a. (RB)
- 1980: Plattdütsch gistern un hüt – Mit Werken von Klaus Groth, Fritz Reuter, John Brinckman, Fritz Meyer-Scharffenberg, Rudolf Tarnow. Auswahl und Zusammenstellung: Hans-Joachim Theil, Erzähler: Gerd Micheel, Helga Gunkel u. a. (LITERA 865282/283, 1980. Online auf Youtube)[15]
- 1982: Der Zweikampf zwischen Fuchs und Igel – Regie: Eveline Fuhrmeister (Kinderhörspiel/Kurzhörspiel aus der Reihe: Geschichten aus dem Hut – Rundfunk der DDR)
- 2010: Peter Lurenz bi Abukir – gelesen von Dieter Andresen (nord ton productions, Kiel)

## Nachlass
Der Nachlass von John Brinckman wird in der Universitätsbibliothek Rostock verwahrt 